# Dihydrorhodamine 123
La dihydrorhodamine 123 (DHR) est un composé organique colorant non fluorescent, non chargé, dérivé de la rhodamine 123 (R123). Bien qu’elle soit elle-même non fluorescente, la DHR est utilisée comme sonde fluorescente. En effet, la dihydrorhodamine 123 est communément utilisée pour mesurer la production de dérivés réactifs de l’oxygène (DRO) ou des espèces réactives de l’azote (ERA) dans différents types de cellules durant des phénomènes tels que le stress oxydatif, la mort des cellules, ou encore l’exposition au rayonnement UV. L DHR peut se diffuser passivement à travers les membranes où elle est oxydée en rhodamine cationique 123 qui se localise dans les mitochondries. C'est une molécule analogue à la 2,7-dichlorodihydrofluorescine (DCDHF), aussi connue sous le nom de dichlorofluorescéine, lipophile et diffusant à travers la membrane cellulaire.

## Rôle de sonde fluorescente

### Réaction d'oxydation avec les dérivés réactifs de l'oxygène

#### Oxydation avec le peroxyde d'hydrogène (H2O2)
En présence de DRO, la dihydrorhodamine 123 non fluorescente s’oxyde avec le peroxyde d'hydrogène (H2O2) en R123 fluorescente dans les cellules,,.

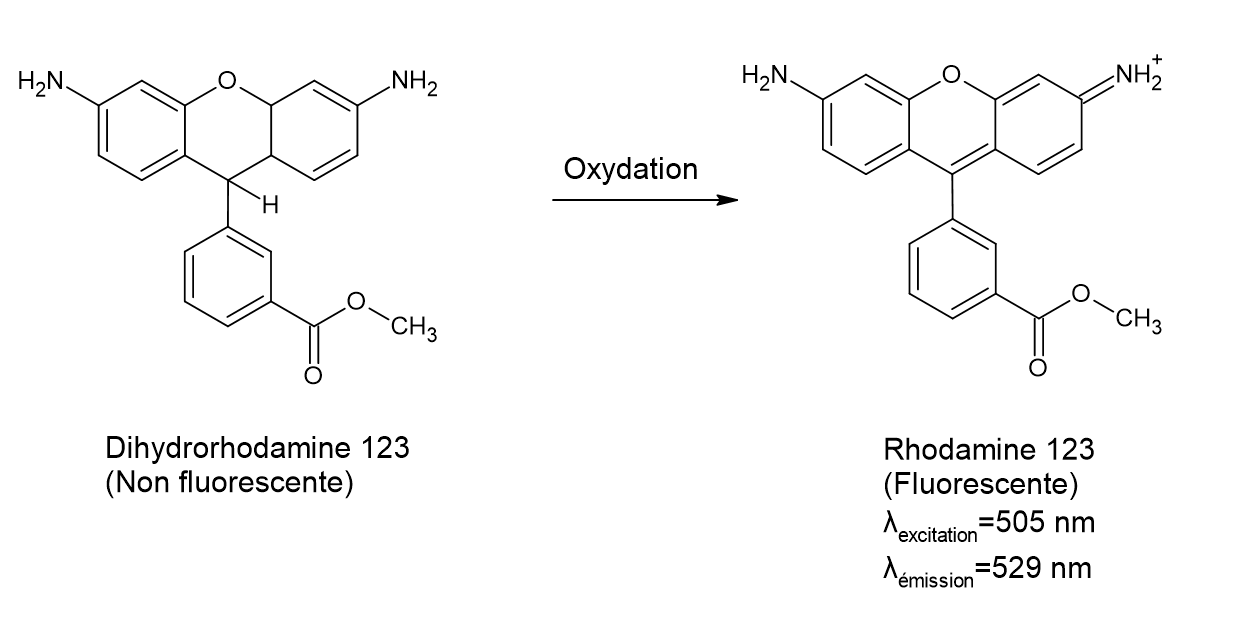
Oxydation de la DHR en R123 : l'un des groupes amines subit une tautomérisation pour donner un groupe imine chargé permettant de piéger efficacement la R123 dans les cellules.

La DHR est capable de détecter les DRO dans les granulocytes neutrophiles. Ces cellules sanguines sont capables de générer une large quantité de DRO après avoir activé le coenzyme NADPH en utilisant le PMA (Phorbol 12-myristate13-acetate). L’ion superoxyde O2− généré par le NADPH, s’oxyde rapidement par dismutation en peroxyde d'hydrogène H2O2 et dioxygène O2 selon la réaction suivante :
{\displaystyle {\ce {2O2^{-}}}} + {\displaystyle {\ce {2H^{+}}}} → {\displaystyle {\ce {H2O2 + O2}}}
L’interaction entre H2O2 et DHR se fait dans le milieu extracellulaire où la réaction d’oxydation est lente. La molécule H2O2 est l'un des DRO les plus stables en raison de sa nature non chargée, elle peut facilement traverser les membranes plasmiques des cellules et induire à des effets toxiques dans ces dernières.
Dans la membrane plasmique, la réaction d’oxydation peut-être catalysée par des enzymes telles que la peroxydase ou la Cytochrome c oxydase. Dans ce milieu, la réaction est rapide. De plus, la peroxydase est essentielle pour la formation du produit R123. En effet, H2O2 ne réagit pas directement avec la DHR, il faut un autre intermédiaire réactif pour que la réaction d'oxydation ait lieu. Contrairement au H2O2, le produit R123 ne peut pas traverser la membrane plasmique en raison de sa charge positive, elle est alors retenue à l'intérieur des cellules ce qui conduit à une augmentation de fluorescence dans ces dernières.

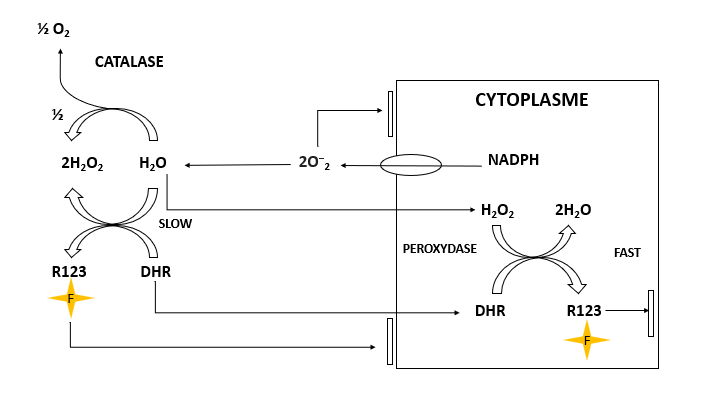
Cycle réactionnel de la dihydrorhodamine 123 dans les cellules:H_{2}O_{2} ne réagit pas directement avec la DHR123, il exige à la peroxydase de convertir H_{2}O_{2} en un autre intermédiaire qui réagira avec DHR123 et générer R123.

##### Oxydation avec le peroxynitrite (NO−3)
La DHR peut également s'oxyder avec un autre type de DRO, le peroxynitrite (NO−3) pour former la R123. Contrairement au H2O2, NO−3 (ainsi que l'acide chloreux (HOCl), un DRO qui permet aussi d'oxyder la DHR), peut oxyder directement la DHR. Le peroxinitrite est un puissant agent oxydant, il est obtenu à partir du monoxyde d'azote qui réagit avec l'anion superoxyde :
{\displaystyle {\ce {O2^{-}}}}+ {\displaystyle {\ce {NO^{.}}}} → {\displaystyle {\ce {NO3^-}}}
Dans certaines conditions pathologiques telles que l'inflammation, les chocs hémorragiques ou encore l'ischémie reperfusion, les cellules tendent à produire de manière simultanée le monoxyde d'azote et l'ion superoxyde conduisant à la formation du peroxynitrite.

### Réaction d'oxydation avec les métaux de transitions
Certains métaux tels que le Fe2+ peuvent oxyder la DHR à partir de la réaction de Fenton. Deux réactions sont possibles :
- La réaction de Haber-Weiss, elle permet la formation du radical HO.

{\displaystyle {\ce {Fe^2+ + H2O2 -> Fe^3+ + HO^- + HO^{.}}}} (1)
- La réaction de Bray-Gorin, elle permet de générer le radical FeIVO2+

{\displaystyle {\ce {Fe^2+ + H2O2 -> Fe^{IV}O^2+ + H2O}}} (2)
Les deux radicaux peuvent oxyder la DHR selon les réactions suivantes:
{\displaystyle {\ce {DHR + HO^{.}-> R123}}} (1')
ou
{\displaystyle {\ce {DHR + Fe^{IV}O^2+ -> R123}}} (2')

## Synthèse
La synthèse de cette molécule se réalise en solution aqueuse, en présence du solvant CH2Cl2, du réducteur NaBH4 et de la rhodamine 123. On obtient une phase organique contenant la DHR. Cette phase organique est alors séparée de la phase aqueuse, puis évaporée pour enlever le solvant. L’huile obtenue est alors purifiée par chromatographie, dissoute dans CH2Cl2 et précipitée avec de l’hexane. On obtient un solide de couleur blanc-rose.

## Utilisation dans le domaine médical
La dihydrorhodamine 123 permet de dépister la granulomatose septique chronique dans les soins pédiatriques. C’est une maladie héréditaire conduisant à des infections causées par un défaut de production de superoxyde. Le dépistage est fait par dosage de DHR par cytométrie en flux et test sur lame au colorant Chlorure de tétrazolium bleu Nitro. Des échantillons sont testés pour une explosion oxydative, caractérisée par une importante production du superoxide anion O2−, la molécule DHR est alors oxydée pour former la R123 fluorescente.
En radiothérapie, plus précisément en hadronthérapie, la DHR est utilisée pour préparer des dosimètres de gel radio-fluorogénique à faisceau d’ions lourds avec un transfert linéique d'énergie (TLE) faible. La dihydrorhodamine 123 est oxydée en rhodamine 123 par exposition aux rayonnements ionisants.